# Jerzy Andrzejewski
Jerzy Andrzejewski (Varsavia, 19 agosto 1909 – Varsavia, 19 aprile 1983) è stato uno scrittore polacco.
È considerato uno dei più importanti rappresentanti della letteratura polacca moderna.

## Biografia
Nato in una famiglia borghese, era figlio di un negoziante e della figlia di un medico di provincia. Ha iniziato a scrivere storie quando era molto giovane. Dopo aver terminato il liceo, frequenta l'Università di Varsavia, come studente di letteratura polacca, ma contemporaneamente collabora intensamente con riviste letterarie come il settimanale Prosto z Mostu, e non completa i suoi studi universitari.
Il suo esordio risale al 1936 con Le vie inevitabili, una raccolta di racconti, a cui segue il romanzo intitolato Disordine del cuore, premiato dall'Accademia di letteratura polacca.
Sin dalle prime opere, emergono prepotentemente i temi centrali del suo lavoro, frutto di una ricerca intorno ai problemi morali riguardanti l'essere umano, la sua coscienza e la vita del suo paese.
Durante la seconda guerra mondiale, Andrzejewski aderisce alla resistenza polacca, che operava a Varsavia. Riprende le pubblicazioni delle sue opere con la fine della guerra.
Subito dopo la fine della seconda guerra mondiale, la sua esperienza di testimone dell'occupazione nazista, viene trasposta nelle sue opere, a cominciare da La notte (1946), e proseguendo con Cenere e diamante, che ha fortuna all'estero e viene tradotto anche in italiano.
Nel 1949 Andrzejewski è eletto presidente dell'Unione degli scrittori polacchi, e utilizza il realismo sovietico nei suoi scritti per difendere il comunismo. Nel 1952 è nominato direttore di Przegląd Kulturalny, un settimanale culturale di grande importanza, carica che ha mantenuto fino al 1954. Sempre nel 1952 è nominato membro del Parlamento, carica che ha conservato fino al 1957, quando si è dimesso in segno di protesta contro la censura.
Dopo il 1957, ossia con l'inizio di un periodo di maggiore distensione politica e sociale in Polonia, che ha consentito una maggiore libertà di espressione agli artisti ed ai letterati, l'autore ha potuto pubblicare una delle sue opere più significative, quale è Buio sulla terra, ambientata all'epoca della inquisizione spagnola, e ricca di allusioni al regime staliniano.
Anche il volume di opere intitolato Quasi un boschetto, contiene il racconto La volpe d'oro, che con la sua acuta analisi di psicologia infantile, riscuote un'eco internazionale.
Nel 1968 scrive Apelacja (L'appello), che attacca direttamente il regime comunista, e quindi non è pubblicato in Polonia.
Nel 1976 è stato uno dei membri fondatori dell'opposizione (Comitato di difesa degli operai), composto da intellettuali, il cui scopo era quello di assistere le famiglie dei lavoratori scioperanti.
Successivamente, Andrzejewski ha dato il suo contributo al movimento anti-comunista Solidarność.
Alcuni suoi lavori, come ad esempio Cenere e diamanti hanno dato spunto ad una trasposizione cinematografica, realizzata dal titolato regista polacco Andrzej Wajda.
Andrzejewski muore per un attacco cardiaco il 19 aprile 1983.

## Opere principali
- Drogi nieuniknione (1936);
- Ład serca (1938);
- Apel (1945);
- Noc (1945);
- Święto Winkelrida (con Jerzy Zagórski; 1946);
- Popiół i diament (1948);
- Aby pokój zwyciężył (1950);
- O człowieku radzieckim (1951);
- Partia i twórczość pisarza (1952);
- Ludzie i zdarzenia 1951 (1952);
- Ludzie i zdarzenia 1952 (1953);
- Wojna skuteczna, czyli opis bitew i potyczek z Zadufkami (1953);
- Książka dla Marcina (1954);
- Złoty lis (1955);
- Ciemności kryją ziemię (1957);
- Niby gaj (1959);
- Bramy raju (1960);
- Idzie skacząc po górach (1963);
- Apelacja (1968);
- Prometeusz (1973);
- Teraz na ciebie zagłada (1976);
- Już prawie nic (1979);
- Miazga (1979);
- Nowe opowiadania (1980);
- Nikt (1983);
- Gra z cieniem (1987);
- Z dnia na dzień. Dziennik literacki 1972-1979 (1988);
- Zeszyt Marcina (1994);
- Cesarz Heliogabal.